# 芳林村小学爆炸案
芳林村小学爆炸案是2001年3月6日，中华人民共和国江西省万载县潭埠镇芳林村發生的一起爆炸案。當時32岁的村民李垂才在一小學的教室里引爆炸药，造成42人死亡。

## 背景
芳林村位于万载县山区，村内有数家生产烟花爆竹的工厂。

## 自杀式爆炸
2001年3月6 日上午11点左右，李垂才扛着两袋装有 132磅硝酸钾的袋子进入芳林村小学。刚进教室，一位叫邓成保的老师叫他离开，不要扰乱课堂秩序。不過李垂才拒绝，邓成保乾脆继续上課。随后，李垂才点燃了一个袋子，并朝學生丟去。邓成保見狀大喊让学生快跑。爆炸最終將四间教室炸毀，造成包括李垂才在內的等41人死亡。 

## 肇事者
李垂才（1968年9月25日 - 2001年3月6日）来自一个贫困家庭，有精神病史，很小的时候就开始在当地一家鞭炮厂工作。
1998年，李垂才与一位欧阳姓的女子生下一个女儿。不過他們並未結婚。歐陽姓女子嫁给了另一个男人，并將他们的女儿帶走。第二年，李垂才打算与邻村另一名姓唐的女子结婚。由于他拿不出足夠的彩禮，唐姓女子的家人反对这门婚事。此後李垂才变得性格孤僻，而且每隔几天就去她家騷擾。
在他的日记中，他把所有问题都归咎于貧窮，而且他決定向他人復仇。

## 争议
爆炸发生后，一些遇难者家属指责政府未对爆炸进行充分的调查，并指责政府轉嫁責任，政府企圖讓一個疯子背鍋。
当局称尸检结果显示李垂才是爆炸事件的主谋，老师和学生的证词也证实李垂才是肇事者。 